# Новоалександровка (Алтайский край)
Новоалекса́ндровка — село в Рубцовском районе Алтайского края. Административный центр Новоалександровского сельсовета.

## История
Основано в 1894 году. В 1928 году село Ново-Александровское состояло из 517 хозяйств, основное население — русские. В административном отношении являлось центром Ново-Александровского сельсовета Рубцовского района Рубцовского округа Сибирского края.

## Население
| 1926  | 1931  | 1997 | 1998 | 1999  | 2000  | 2001  |
| ----- | ----- | ---- | ---- | ----- | ----- | ----- |
| 2715  | ↘2557 | ↘947 | ↗960 | ↗963  | ↗988  | ↗1010 |
| 2002  | 2003  | 2004 | 2005 | 2006  | 2007  | 2008  |
| ↗1023 | ↘1008 | ↘980 | ↗994 | ↗1010 | ↗1047 | ↗1048 |
| 2009  | 2010  | 2011 | 2012 | 2013  |       |       |
| ↘1037 | ↘906  | ↘902 | ↘860 | ↗877  |       |       |

## Улицы
| - пер. Зелёный, - ул. Луговая, - ул. Молодёжная, | - ул. Новая, - ул. Полевая, - ул. Центральная. |